# Lembak Bungur
Lembak Bungur is een bestuurslaag in het regentschap Tebo van de provincie Jambi, Indonesië. Lembak Bungur telt 791 inwoners (volkstelling 2010).